# 申惠
申惠（1480年—？年），字天益，南直隶苏州府吴江縣人，明朝政治人物。

## 生平
治《詩經》，行二，正德二年（1507年）丁卯科應天府鄉試第一百三十五名舉人，正德三年（1508年）聯捷戊辰科會試第三十八名，第三甲第一百七十三名進士。授新淦县知县，正德六年（1511年）九月广东、福建流贼三千馀人进入江西，永丰县知县朱璡逃走，遂破乐安、新淦，参政赵士贤、知县申惠等皆被捉。後被贬职，累升樂安、德平縣知縣、锦衣卫经历，十四年（1519年）七月升湖广按察司佥事，十五年六月考察，以才力不及降调。调任广西按察司佥事，嘉靖六年（1527年）三月明朝将田州府改设流官，而留参议汪必东、佥事申惠、参将张经以兵万人镇守其地，知州王熊兆署府事。会必东、惠皆移疾他驻，独经、熊兆在府，而兵渐分散，防守稍懈，于是岑猛余党卢苏、王受等人復起叛乱。嘉靖八年二月考察，以此革职闲住。

## 家族
曾祖申子成。祖申庸。父申广。嫡母吴氏；生母施氏。慈侍下。兄申恩。